# Dům odborů (Bělehrad)
Dům odborů (srbsky v cyrilici Дом синдиката, v latince dom sindikata) se nachází v centru Bělehradu, na náměstí Nikoly Pašiće. 

## Historie
Dům byl vybudován v letech 1947 - 1954. Jeho architektem byl Branko Petričić. Jako jedna z mála budov v Bělehradu je ovlivněn socialistickým realismem, neboť návrh stavby i její zahájení se uskutečnily ještě před roztržkou Josipa Broze a Josifa Stalina.
Kromě kancelářských prostor dům slouží rovněž také jako kulturní centrum; k dispozici má čtyři kinosály, z čehož první z nich disponuje kapacitou 1600 míst. Od roku 1957 se v Domu odborů pravidelně konají koncerty a různé další akce. Význam budovy poklesl po otevření centra Sáva, které má k dispozici větší kapacitu na různé společenské akce.